# Ga-gorib
Ga-gorib (letteralmente "colui che butta giù") era un mostro di cui si racconta nella mitologia degli ottentotti.

## Nel mito
Di lui si racconta che viveva sull'orlo di un pozzo enorme, chiunque giungeva veniva sfidato da lui: dovevano gettragli contro delle pietre, solo che contro il mostro le pietre gettate tornavano indietro e colpiti cadevano nel pozzo.
L'eroe Heitsi-Eibib giunse per ucciderlo, c'è chi racconta di una sfida lunghissima chi invece narra che approfitto di un momento di distrazione del mostro per colpirlo, in ogni caso cadde nel pozzo e l'eroe vinse la sfida.